# J. Howard McGrath
J. Howard McGrath (Woonsocket, 1903. november 28. – Narragansett, 1966. szeptember 2.) az Amerikai Egyesült Államok szenátora (Rhode Island, 1947–1949).